# Team Milram

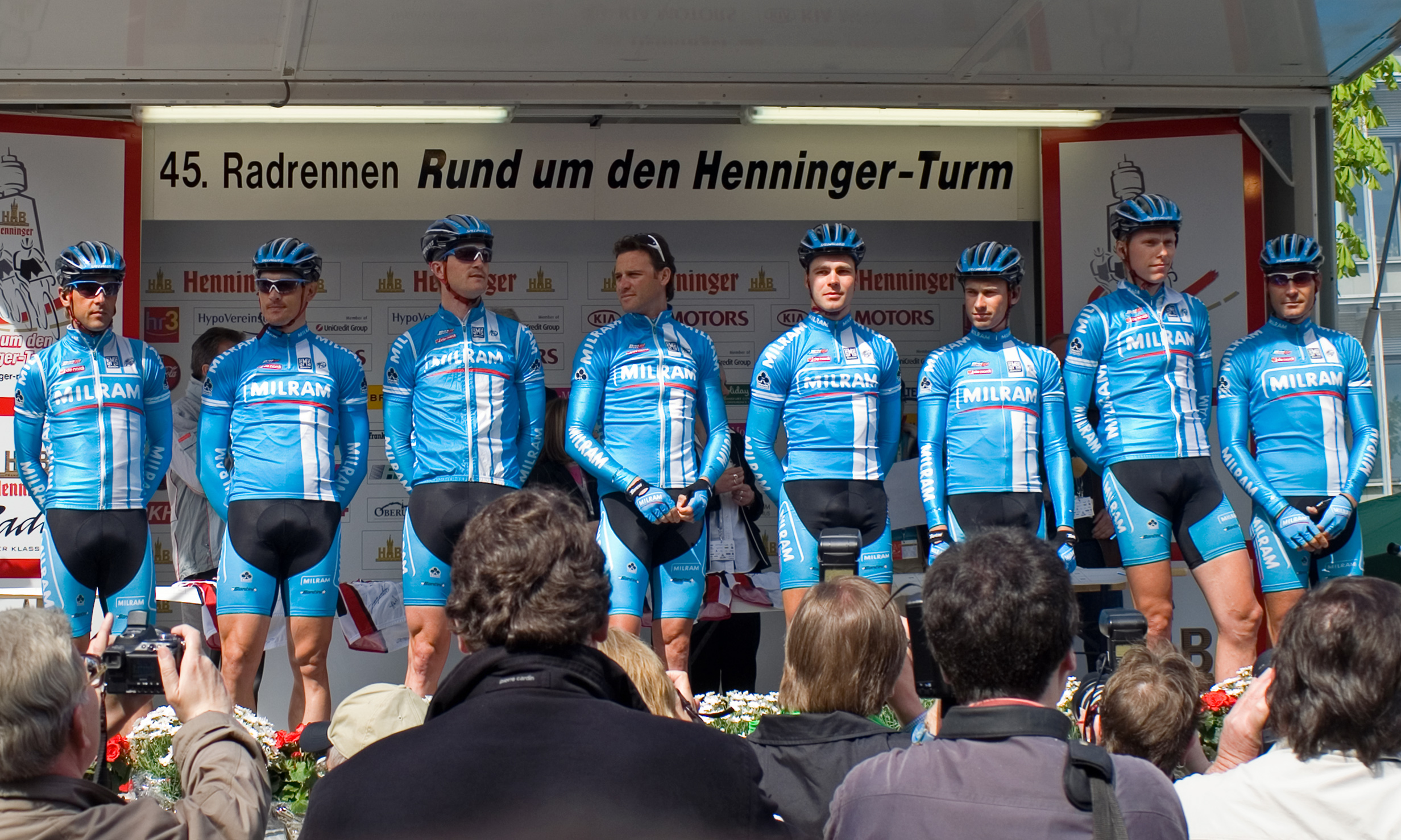
Rund um den Henninger-Turm (2006) 4.v.l. Alessandro Petacchi, ganz rechts Erik Zabel

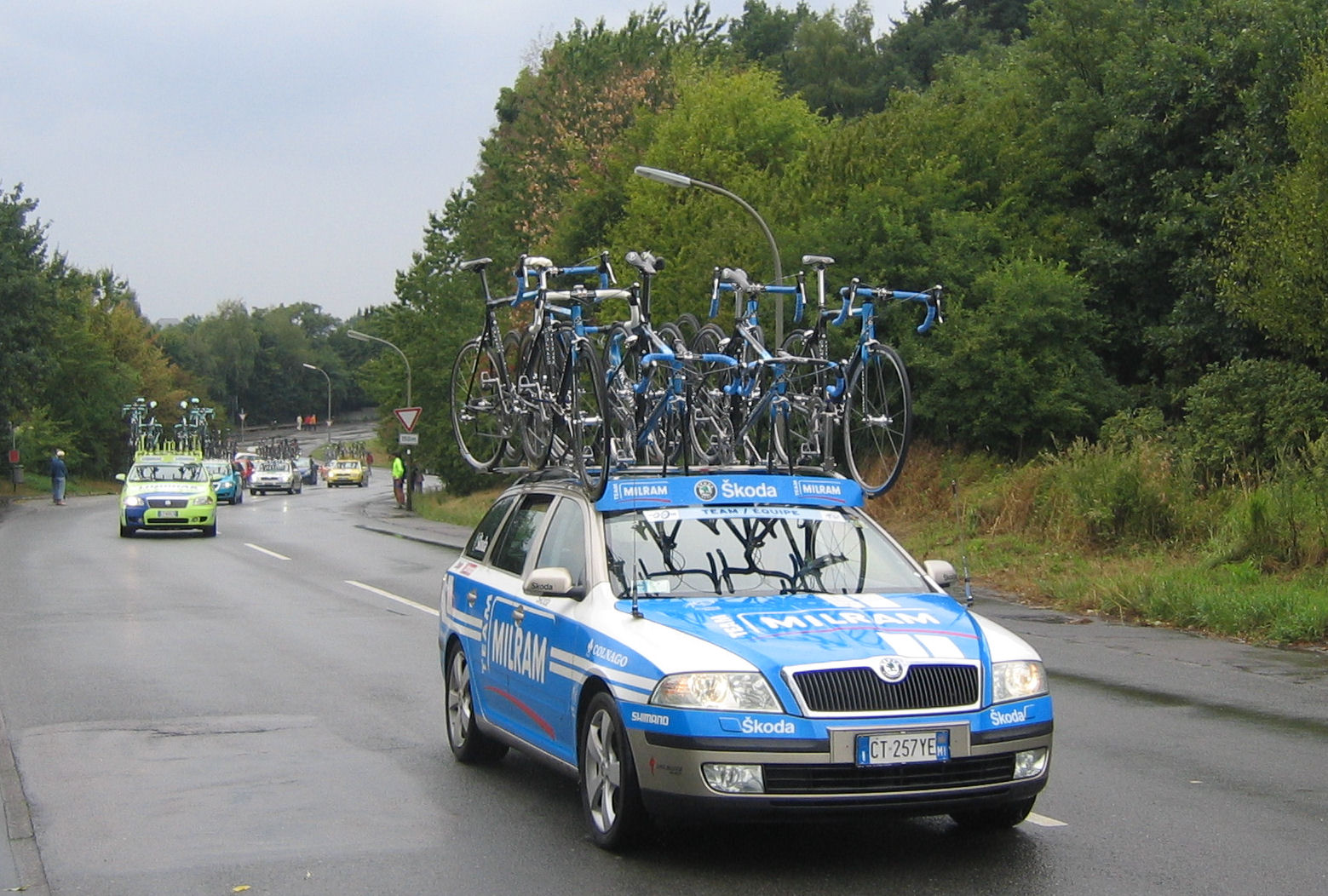
Begleitfahrzeug des Team Milram bei der Deutschland-Tour 2006

Das Team Milram war eine professionelle deutsche Radsportmannschaft, die bis einschließlich 2010 an der UCI ProTour teilnahm.

## Geschichte
Die Mannschaft existierte von 2006 bis 2010 und übernahm die UCI-Proteam-Lizenz der Radsportmannschaft Domina Vacanze und Teile des Team Wiesenhof. Hauptsponsor der Mannschaft war die Marke Milram des in Bremen ansässigen Nordmilchkonzerns. Alessandro Petacchi und Erik Zabel waren die Spitzenfahrer und Kapitäne des Teams. Komplettiert wurde der Kader von 25 vorwiegend deutschen und italienischen Fahrern.
Zu den wichtigsten Erfolgen des Team Milram 2006 und 2007 gehörten der Sieg von Christian Knees beim deutschen Klassiker Rund um Köln, der Gewinn der Niedersachsen-Rundfahrt durch Alessandro Petacchi 2006 und 2007, Erik Zabels Titel als Vizeweltmeister 2006, sein Gewinn des Roten Trikots des besten Sprinters bei der Deutschland Tour 2006 und 2007 sowie seine drei Etappensiege bei der Vuelta a España. Weitere wichtige Platzierungen waren die fünf Etappensiege von Alessandro Petacchi beim Giro d’Italia 2007, sein erster Platz beim Klassiker Paris–Tours und Niki Terpstras Gewinn der Bergwertung der Deutschland-Tour 2007.
Ab 2008 fuhr das Team unter deutscher Flagge. Der effektive Umzug der Teamzentrale vom italienischen Bergamo in den Club Olympia in Dortmund fand zum 25. Juni 2008 statt. Neuer General-Manager wurde Gerry van Gerwen. Seine 2007 gegründete Betreibergesellschaft VeloCity GmbH übernahm die bisherige italienische Betreibergesellschaft Ciclosport mit allen Bestandteilen inklusive ProTour-Lizenz zum Beginn der Saison 2008. Mit einer neuen Organisationsstruktur, einem stark verjüngten Kader, klaren Zielsetzungen und einem weiterentwickelten Anti-Doping-Programm veränderte sich das Team umfassend.
Der besondere Fokus lag 2008 auf der Nachwuchsförderung. Mit Martin Velits und Peter Velits, Dominik Roels, Christian Kux, Artur Gajek, Markus Eichler und Luca Barla wurden sieben vielversprechende junge Talente verpflichtet. Zu ihrer Unterstützung kam Jochen Hahn als Trainer und Sportlicher Leiter ins Team. Der Berliner brachte langjährige Erfahrung in der Arbeit mit jungen Fahrern in die Mannschaft. Das neue Nachwuchs-Scouting-System sollte dafür sorgen, dass auch weiterhin junge Talente für das Team entdeckt werden. In dieser Hinsicht wurde vor allem die Zusammenarbeit mit dem Continental Team Milram verstärkt. Somit sollten weitere Fahrer dem Weg von Christian Kux folgen, der als erster junger Profi den Sprung vom Continental Team Milram in die ProTour-Mannschaft geschafft hatte.
Außerdem wurde das bereits bestehende Anti-Doping-Programm erweitert. Es stützte sich nun auf fünf Säulen: Offizielle Reglements, zusätzliche freiwillige Vereinbarungen, verstärkte Prävention, erhöhte Transparenz und klare Konsequenzen.
Sportlich gesehen konzentrierte sich das Team Milram 2008 auf die Tour de France, die deutschen Rennen und alle ProTour-Rennen. Die Kombination aus erfahrenen Fahrern wie Erik Zabel einerseits und den Nachwuchstalenten andererseits war die Basis für die Saison 2008.
Am 16. Mai 2008 trennte sich das Team Milram von seinem Topfahrer Alessandro Petacchi, nachdem dieser am 5. Mai 2008 vom CAS für ein Dopingvergehen beim Giro d’Italia 2007 für zehn Monate gesperrt wurde. Kurze Zeit später trennte sich das Team Milram auch von Igor Astarloa aufgrund eines Dopingverdachts. Grund dafür waren auffällige Blutwerte des Spaniers, die einen Dopingverdacht nahelegten. Die Teamleitung des Teams Milram betonte jedoch, dass kein positiver Dopingfall vorlag. Der Fahrer ging gegen diesen Beschluss vor.
Mit Beginn der Tour de France 2008 testete das Team eine Zusammenarbeit mit der Sporthochschule Köln. Darüber hinaus zog die Team-Basis in den Dortmunder Olympia-Club um.
Am 13. Juli 2010 gab das Team Milram vor dem Etappenstart der 9. Etappe der Tour de France bekannt, dass die Nordmilch AG das Sponsoring des Teams Ende 2010 beenden wird. Die Suche nach einem neuen Titelsponsor blieb erfolglos, zum Ende der Saison wurde das Team aufgelöst.

## Saison 2010

### Erfolge im UCI World Calendar
| Datum    | Rennen                      | Fahrer          |
| -------- | --------------------------- | --------------- |
| 10. März | 1. Etappe Tirreno–Adriatico | Linus Gerdemann |
| 22. März | Prolog Katalonien-Rundfahrt | Paul Voß        |

### Erfolge in der Europe Tour
| Datum      | Rennen                                     | Fahrer          |
| ---------- | ------------------------------------------ | --------------- |
| 9. Februar | Trofeo Inca                                | Linus Gerdemann |
| 5. März    | 3. Etappe Vuelta a Murcia                  | Luke Roberts    |
| 1. Mai     | Rund um den Finanzplatz Eschborn-Frankfurt | Fabian Wegmann  |
| 12. Mai    | Batavus Prorace                            | Markus Eichler  |
| 23. Mai    | Rund um die Braunkohle                     | Roger Kluge     |
| 28. Mai    | 3. Etappe Bayern-Rundfahrt                 | Gerald Ciolek   |
| 27. Juni   | Niederländische Straßenmeisterschaft       | Niki Terpstra   |
| 27. Juni   | Deutsche Straßenmeisterschaft              | Christian Knees |
| 8. August  | Sparkassen Giro                            | Niki Terpstra   |

### Erfolge ohne UCI-Wertung
| Datum   | Rennen              | Fahrer      |
| ------- | ------------------- | ----------- |
| 25. Mai | Volksbank Giro Köln | Artur Gajek |

### Zugänge – Abgänge
| Zugänge      | Team 2009               | Abgänge       | Team 2010         |
| ------------ | ----------------------- | ------------- | ----------------- |
| Roy Sentjens | Silence-Lotto           | Martin Velits | Team HTC-Columbia |
| Wim De Vocht | Vacansoleil             | Peter Velits  | Team HTC-Columbia |
| Dominik Nerz | Continental Team Milram | Luca Barla    | Team Nippo        |
| Luke Roberts | Team Kuota-Indeland     | Martin Müller | Karriereende      |
| Roger Kluge  | LKT Team Brandenburg    | Ronny Scholz  | Karriereende      |
|              |                         | Christian Kux | Karriereende      |

### Mannschaft
| Name                | Geburtsdatum       | Nationalität | Team 2011                    |
| ------------------- | ------------------ | ------------ | ---------------------------- |
| Gerald Ciolek       | 19. September 1986 | Deutschland  | Quickstep Cycling Team       |
| Wim De Vocht        | 29. April 1982     | Belgien      | Veranda’s Willems-Accent     |
| Markus Eichler      | 18. Februar 1982   | Deutschland  | Team NSP                     |
| Robert Förster      | 27. Januar 1978    | Deutschland  | UnitedHealthcare Pro Cycling |
| Markus Fothen       | 9. September 1981  | Deutschland  | Team NSP                     |
| Thomas Fothen       | 6. April 1983      | Deutschland  | Team NSP                     |
| Johannes Fröhlinger | 9. Juni 1985       | Deutschland  | Skil-Shimano                 |
| Artur Gajek         | 18. April 1985     | Deutschland  | Karriereende                 |
| Linus Gerdemann     | 16. September 1982 | Deutschland  | Leopard Trek                 |
| Roger Kluge         | 5. Februar 1986    | Deutschland  | Skil-Shimano                 |
| Servais Knaven      | 6. März 1971       | Niederlande  | Karriereende                 |
| Christian Knees     | 5. März 1981       | Deutschland  | Sky ProCycling               |
| Dominik Nerz        | 25. August 1989    | Deutschland  | Liquigas-Cannondale          |
| Luke Roberts        | 25. Januar 1977    | Australien   | Saxo Bank SunGard            |
| Dominik Roels       | 21. Januar 1987    | Deutschland  | Karriereende                 |
| Thomas Rohregger    | 23. Dezember 1982  | Österreich   | Leopard Trek                 |
| Matthias Russ       | 14. November 1983  | Deutschland  | Karriereende                 |
| Björn Schröder      | 27. Oktober 1980   | Deutschland  | Team Nutrixxion              |
| Roy Sentjens        | 15. Dezember 1980  | Belgien      | Karriereende/Dopingsperre    |
| Wim Stroetinga      | 23. Mai 1985       | Niederlande  | Ubbink-Koga Cycling Team     |
| Niki Terpstra       | 18. Mai 1984       | Niederlande  | Quickstep Cycling Team       |
| Paul Voß            | 26. März 1986      | Deutschland  | Endura Racing                |
| Fabian Wegmann      | 20. Juni 1980      | Deutschland  | Leopard Trek                 |
| Peter Wrolich       | 30. Mai 1974       | Österreich   | Karriereende                 |
| Stagiaires          | Stagiaires         | Nationalität | Nationalität                 |
| Stefan Schäfer      | Stefan Schäfer     | Deutschland  | LKT Team Brandenburg         |
| Michael Weicht      | Michael Weicht     | Deutschland  | LKT Team Brandenburg         |

## Platzierungen in UCI-Ranglisten
UCI ProTour
| Saison | Mannschaftswertung | Fahrerwertung             |
| ------ | ------------------ | ------------------------- |
| 2006   | 18.                | Alessandro Petacchi (36.) |
| 2007   | 18.                | Erik Zabel (26.)          |
| 2008   | 18.                | Erik Zabel (55.)          |

UCI World Calendar
| Saison | Mannschaftswertung | Fahrerwertung       |
| ------ | ------------------ | ------------------- |
| 2009   | 18.                | Gerald Ciolek (56.) |
| 2010   | 26.                | Luke Roberts (81.)  |